# Gazella Peak
Der Gazella Peak ist ein über 120 m (nach britischen Angaben 180 m) hoher Berg auf Bird Island vor der nordwestlichen Spitze Südgeorgiens. Er ragt zwischen dem Roché Peak und den Cordall Stacks an der Nordseite der Insel auf.
Der South Georgia Survey kartierte ihn während seiner von 1951 bis 1957 dauernden Vermessungskampagne. Das UK Antarctic Place-Names Committee benannte ihn 1964 nach dem Antarktischen Seebären (Arctocephalus gazella), zu dessen Verbreitungsgebieten Bird Island zählt.